# Amelora anthracocentra
Amelora anthracocentra là một loài bướm đêm trong họ Geometridae.